# Triumfetta mexiae
Triumfetta mexiae là một loài thực vật có hoa trong họ Cẩm quỳ. Loài này được C.V. Morton & Lay miêu tả khoa học đầu tiên năm 1950.